# بومعاوية (صاكة)
بومعاوية هي إحدى مشيخات المملكة المغربية، تتبع جغرافيا لإقليم جرسيف وإداريًا لصاكة. يقدر عدد سكانها بـ 3210 نسمة حسب الإحصاء الرسمي للسكان والسكنى لسنة 2004.